# Cassine schinoides
Cassine schinoides là một loài thực vật có hoa trong họ Dây gối. Loài này được (Spreng.) R.H.Archer mô tả khoa học đầu tiên năm 1997.